# Кладовища Києва
Здавна знатних мешканців Києва ховали в монастирях, соборах, церквах та на їхніх погостах: Десятинній церкві, Софіївському соборі, Михайлівському Золотоверхому монастирі, Видубицькому монастирі, церкві Спаса на Берестові, Кирилівській церкві, Братському монастирі, Фролівському монастирі тощо. Місцями поховань були Києво-Печерська лавра, її Ближні та Дальні печери, Успенський собор.
Перша згадка про кладовища для масових поховань у Києві сягає кінця XVII століття. Епідемія чуми 1770-х років стала причиною для створення перших міських кладовищ: Подільського (Щекавицького, Міського) (на горі Щекавиці, ліквідоване в 1930-ті роки) та Кудрявського (Міського) (у садибі Вознесенської церкви, ліквідоване в 1930-ті роки). У 1786 році в міське було перетворено кладовище на Аскольдовій могилі (з другої половини XIX століття воно стало місцем поховання для привелейованої частини населення Києва, ліквідоване в 1935 році). Крім того збереглися залишки кладовища на Замковій горі та Старообрядного кладовища на Лук'янівській вулиці. Поховання також існували на погостах парафіяльних церков міста, більшість яких не дійшла до нас.
В статті наведено список діючих і колишніх кладовищ, на яких ховають або ховали мешканців міста, та місця масових та поодиноких поховань.

## Існуючі
| Назва                | Розташування                                                     | Координати                                                            | Короткі відомості | Зображення |
| -------------------- | ---------------------------------------------------------------- | --------------------------------------------------------------------- | --- | ---------- |
| Байкове              | Голосіївський район, Байкова вулиця, 6                           | 50°24′59″ пн. ш. 30°30′40″ сх. д. / 50.41639° пн. ш. 30.51111° сх. д. | Одне з найстаріших у місті кладовищ, ховати тут почали з 1834 року. Площа 72,47 га |            |
| Биківнянське         | Деснянський район, Бобринецька вулиця, 11                        | 50°28′23″ пн. ш. 30°39′41″ сх. д. / 50.47306° пн. ш. 30.66139° сх. д. | Біля селища Биківні в 1930-х — початку 1940-х років (до окупації німцями Києва) у таємній обстановці здійснювались масові поховання осіб, репресованих і страчених у Києві органами НКВС. Офіційно будівництво спеціальної зони для таємних поховань розпочалося 1936 року. За даними науковців, у Биківні поховано близько 100—120 тисяч репресованих. |            |
| Біличанське          | Святошинський район, вулиця Академіка Булаховського              | 50°28′14″ пн. ш. 30°20′43″ сх. д. / 50.47056° пн. ш. 30.34528° сх. д. | |            |
| Бортничанське        | Дарницький район, Заплавна вулиця                                | 50°22′6″ пн. ш. 30°41′53″ сх. д. / 50.36833° пн. ш. 30.69806° сх. д.  | |            |
| Братське             | Святошинський район, вулиця Григоровича-Барського, 2а            | 50°24′33″ пн. ш. 30°23′43″ сх. д. / 50.40917° пн. ш. 30.39528° сх. д. | Виникло як сільське кладовище колишнього села Братської Борщагівки. Закрите для нових поховань, за виключенням підхоронення родичів. Площа 2,2 га. |            |
| Вигурівське          | Деснянський район, вулиця Карла Маркса, 4                        | 50°30′24″ пн. ш. 30°34′38″ сх. д. / 50.50667° пн. ш. 30.57722° сх. д. | |            |
| Військове            | Шевченківський район, Дорогожицька вулиця, 8                     | 50°28′16″ пн. ш. 30°27′22″ сх. д. / 50.47111° пн. ш. 30.45611° сх. д. | Некрополь військовослужбовців на Лук'янівці. |            |
| Віта-Литовське       | Голосіївський район, Лютнева вулиця, 1а                          | 50°20′6″ пн. ш. 30°33′39″ сх. д. / 50.33500° пн. ш. 30.56083° сх. д.  | |            |
| Дарницьке            | Дарницький район, Харківське шосе, 52                            | 50°25′33″ пн. ш. 30°38′6″ сх. д. / 50.42583° пн. ш. 30.63500° сх. д.  | |            |
| Жулянське            | Солом'янський район, Повітрофлотська вулиця, 24а                 | 50°23′52″ пн. ш. 30°26′26″ сх. д. / 50.39778° пн. ш. 30.44056° сх. д. | |            |
| Звіринецьке          | Печерський район, Верхня вулиця, 21                              | 50°25′29″ пн. ш. 30°33′17″ сх. д. / 50.42472° пн. ш. 30.55472° сх. д. | Невелике кладовище, розташований на Звіринці, на височині між Наводницьким яром та бульваром Миколи Міхновського. Площа — 5,6 га (з них 3,3 га вільні від поховань). Нині кладовище напівзакрите (ховають тільки на резервних місцях). |            |
| Корчуватське         | Голосіївський район, Ягідна вулиця, 24                           | 50°22′6″ пн. ш. 30°31′22″ сх. д. / 50.36833° пн. ш. 30.52278° сх. д.  | |            |
| Куренівське          | Подільський район, Валківська вулиця, 19                         | 50°29′34″ пн. ш. 30°26′53″ сх. д. / 50.49278° пн. ш. 30.44806° сх. д. | |            |
| Лісове               | Деснянський район, Крайня вулиця, 3                              | 50°29′58″ пн. ш. 30°38′1″ сх. д. / 50.49944° пн. ш. 30.63361° сх. д.  | Найбільший некрополь Лівобережної частини Києва. Відкрите 1970 року. Площа 142 га. |            |
| Лук'янівське         | Шевченківський район, Дорогожицька вулиця, 7                     | 50°28′4″ пн. ш. 30°27′12″ сх. д. / 50.46778° пн. ш. 30.45333° сх. д.  | Одне з найстаріших кладовищ міста, розташоване біля Бабиного Яру. З 1994 року — Державний історико-меморіальний заповідник. |            |
| Михайлівське         | Святошинський район, вулиця Миру, 36                             | 50°24′22″ пн. ш. 30°25′20″ сх. д. / 50.40611° пн. ш. 30.42222° сх. д. | Кладовище села Михайлівська Борщагівка |            |
| Мишоловське          | Голосіївський район, Ягідна вулиця, 27                           | 50°22′11″ пн. ш. 30°31′12″ сх. д. / 50.36972° пн. ш. 30.52000° сх. д. | |            |
| Міське (Берковецьке) | Подільський район, вулиця Стеценка, 18                           | 50°29′40″ пн. ш. 30°23′42″ сх. д. / 50.49444° пн. ш. 30.39500° сх. д. | Кладовище на околиці Києва в місцевості Берковець. Відкрите 1957 року. Напівзакрите, дозволяються підпоховання. |            |
| Північне             | Броварський район, село Рожни                                    | 50°37′3″ пн. ш. 30°46′57″ сх. д. / 50.61750° пн. ш. 30.78250° сх. д.  | Відкрите в 1989 році. Площа 75 га |            |
| Пирогівське          | Голосіївський район, Лауреатська вулиця, 36                      | 50°20′59″ пн. ш. 30°31′29″ сх. д. / 50.34972° пн. ш. 30.52472° сх. д. | Кладовище мешканців колишнього села Пирогів. Площа 5 га |            |
| Південне             | Києво-Святошинський район, Віта-Поштова                          | 50°17′39″ пн. ш. 30°22′19″ сх. д. / 50.29417° пн. ш. 30.37194° сх. д. | |            |
| Позняківське         | Дарницький район, Тепловозна вулиця, 2                           | 50°25′38″ пн. ш. 30°38′3″ сх. д. / 50.42722° пн. ш. 30.63417° сх. д.  | |            |
| Пуща-Водицьке        | Оболонський район, Селянська вулиця, 14                          | 50°33′19″ пн. ш. 30°20′18″ сх. д. / 50.55528° пн. ш. 30.33833° сх. д. | |            |
| Святошинське         | Святошинський район, Велика Окружна вулиця, 79                   | 50°26′55″ пн. ш. 30°21′35″ сх. д. / 50.44861° пн. ш. 30.35972° сх. д. | |            |
| Совське              | Солом'янський район, Колоскова вулиця, 6                         | 50°24′27″ пн. ш. 30°28′26″ сх. д. / 50.40750° пн. ш. 30.47389° сх. д. | |            |
| Солом'янське         | Солом'янський район, Вулиця Митрополита Василя Липківського, 119 | 50°25′42″ пн. ш. 30°28′16″ сх. д. / 50.42833° пн. ш. 30.47111° сх. д. | Засноване в 1870-х роках замість розташованого в долині Либеді Старого Солом'янського (Паньківського) кладовища |            |
| Старообрядне         | Шевченківський район, Лук'янівська вулиця, 48                    | 50°27′53″ пн. ш. 30°29′51″ сх. д. / 50.46472° пн. ш. 30.49750° сх. д. | |            |
| Троєщинське          | Деснянський район, Садова вулиця, 2                              | 50°31′10″ пн. ш. 30°35′10″ сх. д. / 50.51944° пн. ш. 30.58611° сх. д. | |            |
| Шулявське            | Солом'янський район, Західна вулиця, 9                           | 50°26′40″ пн. ш. 30°26′5″ сх. д. / 50.44444° пн. ш. 30.43472° сх. д.  | Кладовище відкрите в 1885 році. Його початкові кордони не відомі. У 1932 році посеред кладовища була прокладена вулиця, у цей же час знесли й кладовищенську каплицю. Закрите для поховань у 1950 році. У 2002 році кладовище було обгороджено бетонним парканом.                                                                                       |            |

## Колишні
| Назва                                         | Короткі відомості |
| --------------------------------------------- | --- |
| Аскольдова могила                             | Некрополь виник наприкінці XVIII століття і вважався одним з найпрестижніших у Києві. У 1919 кладовище було закрито, а в 1934 році знищено. |
| Братське (старе)                              | Невелике кладовище, що виникло у 1916 році на Звіринці, для поховання воїнів, які померли від ран або загинули в боях Першої світової війни. Знищене в 1950-х роках. |
| Деміївське                                    | Кладовище села Деміївка. Відоме з XIX століття, ліквідоване в 1950-ті роки. Зараз на цьому місці житлова забудова. |
| Дехтярівське                                  | Кладовище поблизу хутора Дехтярі. Відоме з XIX століття. Закрите в 1947 році, остаточно знищене в 1975 році. Зараз на цьому місці житловий масив. |
| Звіринецьке єврейське                         | Старе єврейське кладовище, засноване в 1796 році, закрите для поховань наприкінці XIX століття, ліквідоване в 1920-х роках. Тепер це територія Ботанічного саду ім. М. Гришка. |
| Звіринецьке караїмське кладовище              | Утворене в XIX столітті. Тепер це територія Ботанічного саду ім. М. Гришка. |
| Звіринецьке мусульманське кладовище           | Невелике кладовище, засноване на Звіринці, наприкінці XIX століття, для поховання полонених турків Російсько-турецької війни 1877—1878 років. Тепер це територія Ботанічного саду ім. М. Гришка. |
| Йорданське                                    | Утворилося в XVII—XVIII століттях при Миколаївському Йорданському жіночому монастирі, ліквідованому 1808 року. Після ліквідації монастиря його храм став парафіяльним, відповідно і кладовище з монастирського перетворилося на міське, для поховання мешканців Татарки, Юрковиці і околиць. Храм і дзвіницю було розібрано 1935 року. Відтоді кладовище також закрили і воно почало занепадати. Залишки кладовища, обнесені парканом, збереглися на схилах Юрковиці на північ від групи будинків № 26, 26-а, 26-б по вулиці О. Шмідта. Від остаточної руйнації кладовище рятує рельєф місцевості, який робить цю ділянку малопривабливою для будівельників. |
| Кирилівське                                   | Одне з давніх київських кладовищ. Його появу пов'язують з ліквідацією в 1784 році Катериною II Кирилівського монастиря. Поки монастир був діючим (XII—XVIII століття), то монахів та видатних осіб ховали в храмі або навколо нього. З появою в монастирських стінах богадільні, а згодом — лікарні, постала потреба в місці для поховань. Його і відвела міська влада на південних схилах Кирилівської гори, за межами колишнього монастиря. У 1871 році, на прохання адміністрації лікарні, міська влада дала дозвіл на розширення його території. Станом на 1929 рік, коли кладовище закрили і перестали охороняти, його площа становила 9,7 га.          |
| Копилівське                                   | Розташовувалося наприкінці сучасної вулиці Олени Теліги, навпроти Кирилівського монастиря. Відоме з XIX століття, знищено пульпою під час Куренівської трагедії 1961 року, у наступні роки ліквідоване остаточно. |
| Кудрявське                                    | Створене як міське наприкінці XVIII століття, на околиці Кудрявця. Знищене в 1930-ті роки. |
| Микільсько-Слобідське                         | Кладовище села Микільська слобідка. Відоме з XIX століття, знищений у 1970-ті роки. |
| Мостицьке                                     | Знаходилося в межах сучасного масиву Мостицький. Відоме з XIX століття. Поступово знищувалося з 1970-х років, остаточно ліквідоване в 1986 році для будівництва нового житлового масиву та автомагістралі. Втім, збереглося кілька надгробків. |
| Мусульманське (Татарське)                     | Діє з початку XX століття. Закрите, на обліку не перебуває. З середини 1990-х років на території кладовища і прилеглої території створюється духовний центр мусульман міста. Знаходиться на вулиці Лук'янівській. |
| Кладовище при Покровському жіночому монастирі | Засноване в 1890 році при Покровському монастирі. Тут було поховано багато відомих людей. Знищене в 1950-ті роки. |
| Покровське на Солом'янці                      | Невелике кладовище при Покровській церкві на Солом'янці. Знищене в радянські часи, збереглося кілька надгробків. |
| Флорівське (Фролівське, Киселівське)          | Кладовище на Замковій горі. Виникло в 1816 році для мешканців Подолу, Гончарів і Кожум'як. |
| Щекавицьке (Подільське, Міське)               | Виникло в 1772 році для поховання жертв чуми 70-х років XVIII століття. Знищене в 1930-ті роки. |

## Інші місця поховань
| Назва                                                              | Розташування                                     | Координати                                                                    | Короткі відомості | Зображення |
| ------------------------------------------------------------------ | ------------------------------------------------ | ----------------------------------------------------------------------------- | --- | ---------- |
| Меморіал Вічної Слави                                              | Печерський район, Парк Вічної Слави              | 50°26′20.8″ пн. ш. 30°33′11.45″ сх. д. / 50.439111° пн. ш. 30.5531806° сх. д. | Складається з обеліска і Алеї Павших Героїв, де розташовані 34 могили воїнів, що загинули в роки Другої світової війни. Відкритий 6 листопада 1957 року.                                                                              |            |
| Некрополь Видубицького монастиря                                   | Печерський район, Видубицький чоловічий монастир | 50°25′00″ пн. ш. 30°34′05″ сх. д. / 50.41667° пн. ш. 30.56806° сх. д.         | Кілька поховань від колись численного кладовища, що збереглися. |            |
| Некрополь Києво-Печерської Лаври                                   | Печерський район, Києво-Печерська лавра          | 50°26′2″ пн. ш. 30°33′31″ сх. д. / 50.43389° пн. ш. 30.55861° сх. д.          | На території Лаври поховано багато видатних осіб, зокрема, біля трапезної — генеральний суддя українського війська Василь Кочубей і полтавський полковник Іван Іскра. У церкві Спаса на Берестові — засновник Москви Юрій Долгорукий. |            |
| Некрополь Китаївської пустині                                      | Голосіївський район, Китаївська пустинь          | 50°22′1″ пн. ш. 30°32′32″ сх. д. / 50.36694° пн. ш. 30.54222° сх. д.          | Поховання ченців, могила схиархімандрита Феофіла та кенотаф святого Феофіла. |            |
| Братська могила похованих на кладовищі церкви Богородиці Пирогощої | Подільський район, Церква Богородиці Пирогощої   | 50°27′48″ пн. ш. 30°30′59″ сх. д. / 50.46333° пн. ш. 30.51639° сх. д.         | Біля старої церкви Богородиці Пирогощої було невелике кладовище. Коли храм був знищений, знищили і поховання. У 1998 році, під час відбудови церкви, усі знайдені рештки поховали в братській могилі поблизу церкви.                  |            |
| Некрополь Свято-Покровського монастиря Голосіївської пустині       | Голосіївський район, Голосіївська пустинь        | 50°22′43″ пн. ш. 30°30′40″ сх. д. / 50.37861° пн. ш. 30.51111° сх. д.         | Виник на початку 2000-х років. Поховані Кисіль Володимир Карпович (кримінальний авторитет Кисіль), генерал-майор ВМФ Хрустицький Володимир Владиславович (у чернецтві — Варлаам)                                                      |            |
| Німецьке кладовище на Ризькій вулиці                               | Шевченківський район, Сирець                     | 50°28′30″ пн. ш. 30°25′56″ сх. д. / 50.47500° пн. ш. 30.43222° сх. д.         | Поховані військовополонені німці, що загинули в Сирецькому концтаборі |            |
| Некрополь Флорівського Вознесенського монастиря                    | Флорівський монастир                             | 50°27′47″ пн. ш. 30°30′49″ сх. д. / 50.46306° пн. ш. 30.51361° сх. д.         | поховані ігуменя монастиря Євпраксія, губернатор Кмиєва генерал-майор Семен Іванович Сукін, єпископ Феодор (Власов) |            |

### Поодинокі поховання
| Хто                         | Місце                        | Координати                                                            | Фото |
| --------------------------- | ---------------------------- | --------------------------------------------------------------------- | ---- |
| Ватутін Микола Федорович    | Маріїнський парк             | 50°26′48″ пн. ш. 30°32′18″ сх. д. / 50.44667° пн. ш. 30.53833° сх. д. |      |
| Іванов Андрій Васильович    | Маріїнський парк             | 50°26′46″ пн. ш. 30°32′22″ сх. д. / 50.44611° пн. ш. 30.53944° сх. д. |      |
| Петро Конашевич-Сагайдачний | Київський братський монастир | 50°27′53″ пн. ш. 30°31′12″ сх. д. / 50.46472° пн. ш. 30.52000° сх. д. |      |

| Хто                                | Місце                                                     | Координати                                                                  | Фото |
| ---------------------------------- | --------------------------------------------------------- | --------------------------------------------------------------------------- | ---- |
| Малюшицький Микола Кирилович       | Стіна одного з корпусів НУБіПУ, вулиця Героїв Оборони, 13 | 50°23′2.5″ пн. ш. 30°29′48.9″ сх. д. / 50.384028° пн. ш. 30.496917° сх. д.  |      |
| Богомолець Олександр Олександрович | Меморіальний парк академіка О. О. Богомольця              | 50°26′25″ пн. ш. 30°31′44″ сх. д. / 50.44028° пн. ш. 30.52889° сх. д.       |      |
| Володимир (патріарх Київський)     | Софійська площа                                           | 50°27′10.8″ пн. ш. 30°30′55.4″ сх. д. / 50.453000° пн. ш. 30.515389° сх. д. |      |